# 布卢瓦-香波站
布卢瓦-香波站，即布卢瓦站，是法国中部城市布卢瓦的一个火车站，位于巴黎－波尔多铁路上，介于奥尔良和图尔之间。

## 位置
布卢瓦-香波站位于布卢瓦市区的西部。车站大致呈南北走向，开口朝东。

## 站名
为提高车站知名度，扩大车站服务的地域范围（该站是距离香波城堡最近的客运火车站），法国国营铁路公司（SNCF）于2013年12月15日将布卢瓦站的官方名称更改为布卢瓦-香波站。

## 停靠线路
以下列车线路在布卢瓦-香波站停靠：
| 布卢瓦-香波站列车线路表       |                     |                     |               |              |
| 线路                          | 车种                | 上一站              | 下一站        | 大致运行频率 |
| 巴黎—图尔                     | INTERCITÉS          | 雷若布莱/博让西     | 昂布瓦斯      | 每天4趟左右  |
| 巴黎—南特                     | INTERCITÉS 100% éco | 雷若布莱            | 昂布瓦斯      | 每周3趟左右  |
| 奥尔良—南特/圣纳泽尔/勒夸西克 | TER 200 INTERLOIRE  | 奥尔良/博让西/迈尔  | 昂赞/昂布瓦斯 | 每天3趟左右  |
| 奥尔良—图尔                   | TER                 | 迈尔                | 昂赞          | 每天8趟左右  |
| 奥尔良—布卢瓦                 | TER                 | 迈尔/拉肖塞圣维克多 | （终点）      | 每天4趟左右  |
| 布卢瓦—图尔                   | TER                 | （起点）            | 舒济/昂赞     | 每天4趟左右  |
| 1. 2.                         |                     |                     |               |              |

## 配套交通

### 大巴车
布卢瓦-香波站对应的布卢瓦汽车站（Gare routière）位于车站正前方，出站后即可看见。
| 停靠布卢瓦汽车站的大巴车 |                              | |
| 上下车地点               | 运营单位                     | 主要目的地 |
| 布卢瓦汽车站             | 卢瓦-谢尔省城际客运 Route 41 | - 旺多姆、博让西、罗莫朗坦、谢尔河畔塞勒、萨勒布里、拉莫特博弗隆 - 仅周末及节假日开行：香波尔城堡、博瓦勒动物园 |
| 布卢瓦汽车站             | SNCF                         | （当某条铁路线施工或罢工时，SNCF可能会提供途径该线路沿途站点的大巴车）                                          |
| 1. 2. 3.                 |                              | |

### 市内交通
| 布卢瓦-香波站附近的公交线路 |                  |                           |
| 公交车站名称                | 位置             | 停靠线路                  |
| Gare SNCF                   | 布卢瓦香波站门口 | 公交A、B、C、D、E、F、G线 |
| 1.                          |                  |                           |

## 临近车站
| 布卢瓦-香波站（Gare de Blois-Chambord） |                  |          |
| 上行车站                                | 线路             | 下行车站 |
| 拉肖塞圣维克多站←                       | 巴黎－波尔多铁路 | →舒兹站  |
| - 本表仅显示运营中的线路及车站          |                  |          |